# Зейн-аль-Абедин Мотамен
Зейн-аль-Абедин Мотамен  — иранский писатель и литератор.

## Семья
Мотамен родился в семье литераторов, отцовская линия восходит к выдающемуся персидскому поэту Фатх-Али Хану Кашани, более известному как Саба, придворному поэтому Фатх-Али Шаха Каджара и поэту Мирзе-Ахмад Хану Кашани, известному как Сабури.
Позднее семья Мотамена воспитала поэта, художника и каллиграфа Махмуда Хана Саба. Дедушка Мотамена Мирза Зейн-аль-Абедин Хан Хаким был одним из первых выпускников престижной тегеранской школы для мальчиков «Дар-аль-фонун». Он был физиком при дворе Насер ад-Дина Шаха и удостоился от него титула «Мотамен-аль-Атебба» ( перс.  موتمن الاطبا‎ ).

## Юность
Сначала Мотамен учился в школе «Акдасия» в Тегеране, которая была недалеко от его дома. После завершения средней школы он поступил в Американский колледж Тегерана (позднее переименованный в колледж Альборза) и выпустился в 1936 году. В том же году он начал работать преподавателем в этом колледже.
Параллельно с работой Мотамен изучал английский язык в своем колледже и педагогику в «Данеш Сара-йе Али» — главном педагогическом колледже Тегерана. Он закончил оба учебных заведения в 1940 году. На этом его жажда знаний не закончилась: он начал изучать персидскую литературу в Тегеранском университете, откуда выпустился в 1944 году.

## Интересы
Мотамен был выдающимся преподавателем, выпустившим несколько поколений студентов колледжа Альборза. У него был короткий брак, он не имел детей. Практически все свое время Мотамен проводил со студентами, некоторых из которых считал членами своей семьи. На протяжении многих лет студенты гостили у него дома.
Мотамен интересовался персидской классической музыкой и играл на тростниковой флейте (ней). Он также был опытным путешественником. В юности он часто ходил в походы, в последующие годы использовал малейшую возможность для поездок в разные уголки мира. У него была большая коллекция фотографии (по собственной оценке — более трех тысяч), сделанных в путешествиях.

## Творчество
Мотамен написал множество работ в стихах и прозе. Одной из его лучших работ считается «Гнездо орла» ( перс. آشیانه عقاب‎ ) — исторический роман, действие которого разворачивается в период правления династии Сельджукидов. Он описывает жизнь Хасана Саббаха и исмаилитов крепости Аламут. Работа над романом была начата в 1930 году, когда Мотамену было 16 лет, а завершена в 1936 году. С 1934 года он публиковался частями в газете «Красное сияние» ( перс. شفق سرخ‎ ), однако в 1935 году издание было закрыто. В 1936 году «Гнездо орла» было опубликовано в виде книги, а позже переиздано.
После написания «Гнезда орла» Мотамен на время прекратил писать художественную литературу. В 40-х годах XX века он написал два аналитических трактата по персидской литературе. Позже он заинтересовался индийским стилем в персидской поэзии.

## Смерть
Мотамен похоронен на кладбище Бехешт-е Захра в пригороде Тегерана на территории, предназначенной для могил писателей и художников. 30 октября 2005 года в колледже Альборза состоялась торжественная церемония его погребения.